# Oliver Bierhoff
Oliver Bierhoff (Karlsruhe, 1. svibnja 1968.) bivši je njemački nogometni napadač. Prvi je igrač koji je zabio zlatni gol u povijesti velikih nogometnih natjecanja, i to za njemačku reprezentaciju na Euru 1996.
Karijera mu je trajala od 1985. do 2003. u klubovima KFC Uerdingen, HSV, Borussia Mönchengladbach, Austria Salzburg, Ascoli, Udinese, Milan, Monaco i Chievo Verona. Ukupno je zabio zavidna 103 gola u talijanskoj Serie A. U sezoni 1997./1998. zabio je, za ligu u kojoj je obrana (catenaccio) na visokoj razini, upečatljivih 27 golova.
Za razliku od uspjeha u Italiji, u Bundesligi se Bierhoff nije proslavio. Vidjevši da u svojoj domovini nema izgleda za dobru karijeru, sreću je okušao u Austriji. Dobre partije u Austriji dale su mu priliku u Ascoliju, gradu u Italiji. No, pod Albertom Zaccheronijem u Udineseu njegov se talent rasplamsao, postao je slavan, što mu je konačnici donijelo mogućnost da nastupi u dresu njemačke nacionalne momčadi. Zanimljivo, nikada se nije vratio u domovinu da pokaže svoj napredak, kao što je napravio Jürgen Klinsmann u Bayernu 1995. godine.
Bierhoff je postigao 37 golova za Njemačku, uključujući oba gola za pobjedu nad Češkom u finalu Eura 1996., nakon što je ušao kao zamjena. Također je igrao na Euru 2000., SP-u 1998. te SP-u 2002. godine.
Bierhoff je trenutačno trener (službeni naziv: "manager") u njemačkoj reprezentaciji i osnovna su mu zadaća odnosi s javnošću te skautiranje igre protivničkih momčadi.
Tijekom svoje nogometne karijere izgradio je reputaciju jednog od najboljih pucača glavom na svijetu.

## Vanjske poveznice
- Profil na stranici DFB-a (njem.)(engl.)